# Országos Kereskedelmi Szövetség
Az Országos Kereskedelmi Szövetség (rövidítése: OKSZ) (angolul: Hungarian Trade Association) egy önálló, független szakmai, érdekvédelmi és érdekképviseleti szervezet. A Szövetség jogi személy. Főtitkára 2024. március 23 óta Kozák Tamás.

## Története
1990. április 23. napján országos társadalmi szervezetként alakult meg.  Első elnöke dr. Csaplár Gábor volt. (1990 - 1996)
- Feiner Péter 2010. októberében lemondott, a kereskedelmi szektort sújtó válságadó bevezetése miatt.[2]

Főtitkára 2024. március 23-ig Vámos György volt, azóta Kozák Tamás.

## Székhelye
1034 Budapest Bécsi út 126 - 128.

## Célja
Az OKSZ alapvető célja tagjai közös szakmai érdekeinek képviselete a különböző gazdaságpolitikai, szakmai fórumokon. Képviseli a magyar kereskedelem általános érdekeit. A kereskedelmi vállalkozások érdekvédelmi, érdekképviseleti együttműködésének szervezésével elősegíti a kereskedelem fejlődését. egyidejűleg szem előtt tartva a vásárlók elvárásait, továbbá a kis- és nagyvállalkozások eltérő sajátosságait is.

## Interjúk
Megszólaltak az áruházláncok: Minden jogszabályi előírást teljesíteni fogunk (Pénzcentrum, 2020.04.06.)